# Barbara Salesch – Das Strafgericht/Episodenliste

Logo zur Show

Diese Episodenliste enthält alle Episoden der pseudo-dokumentarischen Gerichtsshow Barbara Salesch – Das Strafgericht, sortiert nach Erstausstrahlung.

## Staffel 1 (2022)
Die erste Staffel wurde vom 5. September 2022 bis 15. November 2022 bei RTL ausgestrahlt und umfasste 50 Episoden.
| Ausstrahlungs- reihenfolge | Produktions- reihenfolge | Titel                                                                          | Erstausstrahlung   |
| -------------------------- | ------------------------ | ------------------------------------------------------------------------------ | ------------------ |
| 1                          | S01E02                   | 75-jähriges Finanzgenie von Pflegerin abgezockt                                | 5. September 2022  |
| 2                          | S01E15                   | Stewardess soll Fluggast ausgenommen haben                                     | 6. September 2022  |
| 3                          | S01E20                   | Weil er zu laut war – Nachbar fährt 12-Jährigen an?                            | 7. September 2022  |
| 4                          | S01E07                   | Familienstreit endet für Seniorin im Krankenhaus                               | 8. September 2022  |
| 5                          | S01E27                   | Dubioser Rechtsanwalt verbrennt sich die Finger an zu heißem Fall              | 9. September 2022  |
| 6                          | S01E32                   | Skrupelloser Einbruch wird für Alleinstehende zum Alptraum                     | 12. September 2022 |
| 7                          | S01E24                   | Braut stößt Bräutigam am Hochzeitstag von Aussichtsplattform                   | 13. September 2022 |
| 8                          | S01E10                   | Nach Hassvideo im Netz: PKW-Anschlag auf Arzt                                  | 14. September 2022 |
| 9                          | S01E06                   | Brandgefährliche Sabotage – Mieterin unter Verdacht                            | 15. September 2022 |
| 10                         | S01E03                   | Fitness-Influencerin wird Live-Stream zum Verhängnis                           | 16. September 2022 |
| 11                         | S01E25                   | Hat Gerichtsvollzieher Opfer zum Sex gezwungen?                                | 20. September 2022 |
| 12                         | S01E08                   | Zoff bei Dreh von Internet-Sternchen                                           | 21. September 2022 |
| 13                         | S01E01                   | Zu geizig für die Scheidung                                                    | 22. September 2022 |
| 14                         | S01E04                   | Frauenverachtende Ausbeute im Start-Up                                         | 23. September 2022 |
| 15                         | S01E41                   | Feuerwehrmann als Feuerteufel enttarnt?                                        | 26. September 2022 |
| 16                         | S01E39                   | Kellnerin mit Drohne attackiert!                                               | 27. September 2022 |
| 17                         | S01E11                   | Mit Enkeltrick eigenen Opa abgezockt                                           | 28. September 2022 |
| 18                         | S01E05                   | Schwarze Witwe gerät an den Falschen                                           | 29. September 2022 |
| 19                         | S01E22                   | Online-Ahnenforschung endet in Katastrophe                                     | 30. September 2022 |
| 20                         | S01E09                   | Lehrer fällt gefährlichem Schulstreich zum Opfer                               | 4. Oktober 2022    |
| 21                         | S01E34                   | Familiendrama: Wohnungskündigung eskaliert                                     | 5. Oktober 2022    |
| 22                         | S01E45                   | Bräutigam bei der Hochzeit angeschossen                                        | 6. Oktober 2022    |
| 23                         | S01E44                   | Nach 10 Jahren: Vermisstenfall nimmt dramatische Wendung!                      | 7. Oktober 2022    |
| 24                         | S01E43                   | Klassentreffen endet mit Polizeieinsatz                                        | 10. Oktober 2022   |
| 25                         | S01E17                   | Versuchter Mord – Tochter verabreicht ihrem Vater tödlichen Tabletten-Cocktail | 11. Oktober 2022   |
| 26                         | S01E14                   | Schüchterner Student verliert alle Skrupel                                     | 12. Oktober 2022   |
| 27                         | S01E12                   | Angriff in Kita – Leitung bewusstlos im Bällebad aufgefunden!                  | 13. Oktober 2022   |
| 28                         | S01E42                   | Arzt vor Gericht! Mordete der Frauenschwarm aus Habgier?                       | 14. Oktober 2022   |
| 29                         | S01E19                   | Liebesbetrügerin sorgt für Familienchaos                                       | 17. Oktober 2022   |
| 30                         | S01E13                   | Nachbarschaftskrieg auf dem Bauernhof führt zu Mistgabel-Attacke               | 18. Oktober 2022   |
| 31                         | S01E40                   | Stalker-Angriff! Täter versteckte sich im Schrank!                             | 19. Oktober 2022   |
| 32                         | S01E21                   | Bodybuilder bricht sein Schweigen: Wurde er Opfer häuslicher Gewalt?           | 20. Oktober 2022   |
| 33                         | S01E16                   | Hundesalon brennt lichterloh                                                   | 21. Oktober 2022   |
| 34                         | S01E28                   | Pfarrer entkommt Brand – War es ein Gemeindemitglied?                          | 24. Oktober 2022   |
| 35                         | S01E18                   | Tarot-Kartenlegerin wird während Live Online-Sitzung angegriffen               | 25. Oktober 2022   |
| 36                         | S01E26                   | Baby an Bord! PKW-Diebstahl lässt Mutterherz höher schlagen                    | 26. Oktober 2022   |
| 37                         | S01E23                   | Dating-App-Match mit brandgefährlichen Folgen                                  | 27. Oktober 2022   |
| 38                         | S01E30                   | Junge Frau fällt auf dubiose Clique rein – Sollte sie anschaffen gehen?        | 28. Oktober 2022   |
| 39                         | S01E38                   | Beinschuss mit lebenslangen Folgen für Tätowierer                              | 31. Oktober 2022   |
| 40                         | S01E47                   | 13-Jähriger allein zu Haus von Stiefvater eingeschlossen                       | 1. November 2022   |
| 41                         | S01E33                   | Schreckt Mutter vor Mord nicht zurück, um Familie zu retten?                   | 2. November 2022   |
| 42                         | S01E35                   | Leiche nach einem Jahr aufgetaucht: Familienvater unter Verdacht!              | 3. November 2022   |
| 43                         | S01E29                   | Ex-Häftling wird überfallen – War es ein Familienvater?                        | 4. November 2022   |
| 44                         | S01E48                   | Mord auf Klassenfahrt                                                          | 7. November 2022   |
| 45                         | S01E46                   | Hat gedemütigter Sohn seinen Vater niedergeschlagen?                           | 8. November 2022   |
| 46                         | S01E50                   | Kidnappt skrupelloser Internet-Lover gelangweilte Ehefrau?                     | 9. November 2022   |
| 47                         | S01E31                   | Tragische Verwechslung: Ehefrau schießt auf Ehemann statt Stalker              | 10. November 2022  |
| 48                         | S01E37                   | Motorrad-Manipulation: War es der Ex-Mann der neuen Freundin?                  | 11. November 2022  |
| 49                         | S01E36                   | Liebesdrama endet im Kofferraum                                                | 14. November 2022  |
| 50                         | S01E49                   | Streit im Familienbetrieb endet fast tödlich                                   | 15. November 2022  |

## Staffel 2–3 (2022–23)
Die zweite Staffel wird seit dem 7. Dezember 2022 bei RTL ausgestrahlt und soll etwa 100 Folgen umfassen. Dabei werden von RTL einzelne Folgen intern einer dritten Staffel zugewiesen.
| Ausstrahlungs- reihenfolge | Produktions- reihenfolge | Titel                                                                                              | Erstausstrahlung  |
| -------------------------- | ------------------------ | -------------------------------------------------------------------------------------------------- | ----------------- |
| 51                         | S02E01                   | Rätselhafter Einbruch zerstört Leben einer Polizistin                                              | 7. Dezember 2022  |
| 52                         | S02E03                   | Spritztour statt Alltagshilfe? Rentner stürzt von Balkon                                           | 8. Dezember 2022  |
| 53                         | S02E10                   | Mit Sugardaddy-Masche neureichen Lebensgefährten ausgenommen?                                      | 12. Dezember 2022 |
| 54                         | S02E06                   | Überfall auf Spedition – War es die rebellische Adoptivtochter?                                    | 13. Dezember 2022 |
| 55                         | S02E02                   | Fitnesscoach stellt Patchwork-Familie auf den Kopf                                                 | 14. Dezember 2022 |
| 56                         | S02E04                   | Baby aus dem eigenen Garten entführt! War es die beste Freundin der Mutter?                        | 15. Dezember 2022 |
| 57                         | S02E05                   | Hausparty endet für Gigolo im Krankenhaus                                                          | 16. Dezember 2022 |
| 58                         | S02E14                   | Kita-Leiterin unter Verdacht! Angriff auf antiautoritäre Mutter                                    | 19. Dezember 2022 |
| 59                         | S02E08                   | Kein Geld für die Beerdigung! Wurde armer Dorfbewohner von Maklerin ausgenommen?                   | 20. Dezember 2022 |
| 60                         | S02E12                   | Trieb Azubi Chefin in den Ruin, weil sie ihn abblitzen ließ?                                       | 21. Dezember 2022 |
| 61                         | S02E07                   | Schlägerei im Linienbus: Täterin greift völlig fremde Frau an                                      | 22. Dezember 2022 |
| 62                         | S02E09                   | Tödlicher Cocktail! Opfer bei Treffen mit Freunden vergiftet                                       | 9. Januar 2023    |
| 63                         | S02E11                   | Flammen im Foodtruck! Das Ende einer feurigen Affäre?                                              | 10. Januar 2023   |
| 64                         | S02E16                   | Affe aus Wohnung geklaut! Steckt der Ex-Ehemann dahinter?                                          | 12. Januar 2023   |
| 65                         | S02E28                   | Brach Hartz-IV-Empfänger in Villa ein, weil seine reiche Schwester ihm kein Geld leihen wollte?    | 16. Januar 2023   |
| 66                         | S02E19                   | Schönheits-OP bei dubioser Ärztin endet um Haaresbreite tödlich                                    | 17. Januar 2023   |
| 67                         | S02E18                   | Chef über Bord!                                                                                    | 18. Januar 2023   |
| 68                         | S02E25                   | PKW manipuliert! Wollte Kfz-Meister seine tyrannische Ehefrau ermorden?                            | 23. Januar 2023   |
| 69                         | S02E17                   | Sträfling nach Haftausgang verschwunden! Wurde er Opfer eines Verbrechens?                         | 24. Januar 2023   |
| 70                         | S02E15                   | Sturz von der Leiter! Hat Vater den heimlichen Freund seiner Tochter angegriffen?                  | 25. Januar 2023   |
| 71                         | S02E24                   | Griff Ärztin Ex-Freund an, weil der sich an ihre Tochter ranmachte?                                | 26. Januar 2023   |
| 72                         | S02E13                   | Hansibar in Flammen! Hat gescheiterte Wirtin ihre Kneipe in Brand gesteckt?                        | 27. Januar 2023   |
| 73                         | S02E22                   | Tatmotiv Eifersucht? Zündete Geschäftsmann Hausboot seines Bruders an?                             | 30. Januar 2023   |
| 74                         | S02E31                   | Fuhr Ehefrau die 24 Jahre jüngere neue Freundin ihres Ehemanns an?                                 | 31. Januar 2023   |
| 75                         | S02E32                   | Wer sperrte die Friseurin im Kofferraum ein?                                                       | 1. Februar 2023   |
| 76                         | S02E21                   | Wegen unbezahlter Rechnung: Rammte Bauunternehmer Familienhaus mit Bagger?                         | 2. Februar 2023   |
| 77                         | S02E27                   | Weil er ihr schöne Augen machte: Griff junge Frau fremden Mann im Zug an?                          | 3. Februar 2023   |
| 78                         | S02E29                   | Nach dreistem Stromklau: Wohnungsbrand bei armer Rentnerin                                         | 6. Februar 2023   |
| 79                         | S02E33                   | Lässt Juwelier Obdachlosen wegen wertvoller Uhr fast erfrieren?                                    | 7. Februar 2023   |
| 80                         | S02E37                   | Wurfgeschoss Wasserkocher: Attackierte Schwiegersohn verschwenderische Schwiegermutter?            | 9. Februar 2023   |
| 81                         | S02E34                   | Drehte Dauersingle durch, weil sie erneut Korb bekam?                                              | 13. Februar 2023  |
| 82                         | S02E30                   | Überkorrekter Lehrer soll Schülerin angegriffen haben                                              | 14. Februar 2023  |
| 83                         | S02E26                   | Hat Obdachlose für 150 EUR Sachbeschädigung und Einbruch begangen?                                 | 15. Februar 2023  |
| 84                         | S02E38                   | Schoss Sportschütze auf Querulanten-Nachbarn?                                                      | 16. Februar 2023  |
| 85                         | S02E23                   | Trickbetrüger trifft auf die Falsche: Seniorin wehrt sich gegen angeblichen Musiklehrer            | 17. Februar 2023  |
| 86                         | S02E35                   | Wollte 39-Jähriger seinen Vater umbringen lassen?                                                  | 20. Februar 2023  |
| 87                         | S02E41                   | Hat Polizistin sich nach Disziplinarverfahren an Querulanten-Rentner gerächt?                      | 21. Februar 2023  |
| 88                         | S02E40                   | Trecker rammt Wohnwagen! Wollte verlassene Ehefrau das Schäferstündchen ihres Ehemanns verhindern? | 22. Februar 2023  |
| 89                         | S02E36                   | Hat Schüler Lehrerin überfallen, weil sie mit ihm Schluss machte?                                  | 23. Februar 2023  |
| 90                         | S02E20                   | Hat Stiefmutter Teenager vergiftet, weil sie gegen die Beziehung war?                              | 24. Februar 2023  |
| 91                         | S02E39                   | Verwüstete Mutter Café ihres Jugendfreundes nach Hausverbot?                                       | 27. Februar 2023  |
| 92                         | S02E43                   | Wurde Hauseigentümer von skrupelloser Mieterin durch eine Glastür gedrückt?                        | 28. Februar 2023  |
| 93                         | S02E48                   | Hat schockverliebte Stalkerin Sanitäter attackiert, der ihr einst das Leben rettete?               | 1. März 2023      |
| 94                         | S02E44                   | Schweigepflicht - Hat Therapeutin ihren Klienten mit pikanten Geheimnissen erpresst?               | 2. März 2023      |
| 95                         | S02E42                   | Rätselhafter Unfall: Raste Kassiererin nachts in einen Kiosk?                                      | 3. März 2023      |
| 96                         | S03E01                   | Tyrann bei Treppensturz getötet! War es seine Ehefrau?                                             | 6. März 2023      |
| 97                         | S02E45                   | Hat eifersüchtiger Kontrollfreak seine Freundin gegen ihren Willen gefangen gehalten?              | 7. März 2023      |
| 98                         | S02E46                   | Wollte gekränkter Fahrgeschäft-Betreiber seinen eigenen Bruder töten?                              | 8. März 2023      |
| 99                         | S02E47                   | Wütender Eber zerstört Restaurant! Ist hier ein Nachbarschaftsstreit eskaliert?                    | 9. März 2023      |
| 100                        | S02E49                   | Wollte arme Altenpflegerin Rentner ausnehmen und ging dabei bis zum Äußersten?                     | 10. März 2023     |
| 101                        | S03E07                   | Einbruch wegen Lottoschein: Welche Kegelschwester war es?                                          | 13. März 2023     |
| 102                        | S03E06                   | Hat Frührentnerin wegen heimlichem Untermieter ihrer Nachbarin einen Stein an den Kopf geworfen?   | 14. März 2023     |
| 103                        | S03E03                   | Beim Escape-Room Spiel: Rächte sich Mobbingopfer an ihrem Peiniger?                                | 15. März 2023     |
| 104                        | S03E02                   | Junge Angeklagte gibt ihrem Anwalt und der Richterin Rätsel auf                                    | 16. März 2023     |
| 105                        | S03E05                   | Falsches Bein operiert! Beging eifersüchtiger Arzt absichtlichen Fehler?                           | 17. März 2023     |
| 106                        | S03E09                   | Sturz in Schlucht! Familienausflug endet fast tödlich                                              | 20. März 2023     |
| 107                        | S03E13                   | Hat die Gier auf Luxusklamotten Tochter ins Verderben geführt?                                     | 21. März 2023     |
| 108                        | S03E08                   | Wurde Türsteher angegriffen, weil er jungen Mann nicht in den Club lassen wollte?                  | 22. März 2023     |
| 109                        | S03E04                   | Wollte Obdachloser Rentnerin ausrauben, obwohl sie ihn bei sich wohnen ließ?                       | 23. März 2023     |
| 110                        | S02E50                   | Ermordeter Trainer gibt Rätsel auf                                                                 | 24. März 2023     |
| 111                        | S03E10                   | Erotisches Internetdate endet mit Polizeieinsatz                                                   | 27. März 2023     |
| 112                        | S03E15                   | Gefesselt und gedemütigt! Wer griff Besitzer von Fitnessstudio an?                                 | 28. März 2023     |
| 113                        | S03E18                   | Familienwohnung fast abgebrannt - Ging ein Schlagersternchen zu weit?                              | 30. März 2023     |
| 114                        | S03E11                   | Hochzeit zerstört - Bräutigam von zukünftiger Schwägerin aus dem Weg geräumt?                      | 31. März 2023     |
| 115                        | S03E17                   | Angriff mit Gartenhacke! Drehte Terror-Nachbarin durch?                                            | 17. April 2023    |
| 116                        | S03E14                   | Hat Horrorvermieter Gast in die Sauna eingesperrt?                                                 | 18. April 2023    |
| 117                        | S03E21                   | Keller geflutet! Wollte Nesthocker-Sohn sich an seiner Mutter rächen?                              | 19. April 2023    |
| 118                        | S03E26                   | Sperrte strenge Stiefmutter Freund von Teenager-Tochter ein, um ein Date zu verhindern?            | 20. April 2023    |
| 119                        | S03E16                   | Weil er nervte: Ließ Opa 11-jährigen an Raststätte zurück?                                         | 21. April 2023    |
| 120                        | S03E20                   | Baby-Geburtstag eskaliert: Stieß Großmutter Gast vom Balkon?                                       | 24. April 2023    |
| 121                        | S03E30                   | Unglück auf hoher See - Hat Mann seine eigene Ehefrau auf einer Kreuzfahrt ertrinken lassen?       | 25. April 2023    |
| 122                        | S03E24                   | Maskottchen attackiert Polizistin! Steckte Ex-Knacki im Kostüm?                                    | 26. April 2023    |
| 123                        | S03E25                   | Hat Macho seine Geschäftspartnerin skrupellos niedergeschlagen?                                    | 27. April 2023    |
| 124                        | S03E19                   | Auto im See versenkt! Geriet ein Bruderkrieg außer Kontrolle?                                      | 28. April 2023    |
| 125                        | S03E27                   | Dreister Urnenklau - Eskalierte Streit der Töchter um Beisetzung?                                  | 2. Mai 2023       |
| 126                        | S03E32                   | Zauberer in Kiste gesperrt - Wer wollte seinen Tod?                                                | 3. Mai 2023       |
| 127                        | S03E23                   | Wurde Erzieherin von wütendem Vater verbrüht?                                                      | 4. Mai 2023       |
| 128                        | S03E29                   | Wohnung doppelt vermietet! Wollte geldgierige Haussitterin zweimal kassieren?                      | 5. Mai 2023       |
| 129                        | S03E34                   | Briefe aus dem Jenseits - Wurde Witwer von Medium in den Ruin getrieben?                           | 8. Mai 2023       |
| 130                        | S03E33                   | Sabotage? Frau in Hochseilgarten in die Tiefe gestürzt                                             | 9. Mai 2023       |
| 131                        | S03E31                   | Ließ glückloser Bankräuber seinen Ausweis auf der Flucht zurück?                                   | 11. Mai 2023      |
| 132                        | S03E12                   | Hat gewissenloser Brandstifter seine Garage abgefackelt, um Versicherung zu kassieren?             | 12. Mai 2023      |
| 133                        | S03E42                   | Fuhr Kindskopf den Freund seiner Ex-Freundin mit dem Auto an?                                      | 15. Mai 2023      |
| 134                        | S03E22                   | Tattoo auf der Stirn! Wer rächte sich an Banker?                                                   | 16. Mai 2023      |
| 135                        | S03E35                   | Rache wegen Kündigung: Brach Kassiererin bei Ex-Chef ein?                                          | 17. Mai 2023      |
| 136                        | S03E38                   | Brandanschlag auf gutmütige Anwältin! Wollte undankbarer Ex-Knacki sich rächen?                    | 22. Mai 2023      |
| 137                        | S03E36                   | Hat verlassene Braut ihren untreuen Verlobten mit Böller schwer verletzt?                          | 23. Mai 2023      |
| 138                        | S03E40                   | Stellte Kunstlehrerin Videos von Aktmodel ins Internet?                                            | 24. Mai 2023      |
| 139                        | S03E39                   | Attackierte Ex-Hausbesitzer junge Familie nach Zwangsversteigerung?                                | 25. Mai 2023      |
| 140                        | S03E28                   | Steckt Juwelier hinter Raubüberfall auf sein eigenes Geschäft?                                     | 26. Mai 2023      |
| 141                        | S03E37                   | Hat Haushälterin ihren Arbeitgeber vergiftet, um an sein Erbe zu kommen                            | 31. Mai 2023      |
| 142                        | S03E44                   | Kopf in Ölbad getaucht - steckt selbst ernannter Superheld hinter der Tat?                         | 1. Juni 2023      |
| 143                        | S03E46                   | Nach Sturz: Hielt Ladenbesitzerin Opfer aus Angst vor Konsequenzen gefangen?                       | 2. Juni 2023      |
| 144                        | S03E41                   | Bademeister fast erdrosselt! War es ein Ex-Häftling?                                               | 5. Juni 2023      |
| 146                        | S03E50                   | Rächte sich angehendes Curvy-Model an Türsteher, weil der sie nicht in den Club ließ?              | 7. Juni 2023      |
| 147                        | S03E43                   | Hat gekündigter Masseur seinen ehemaligen Chef überfallen?                                         | 9. Juni 2023      |
| 148                        | S03E47                   | Alternder Schlagersänger auf Silberhochzeit von Gastgeber niedergeschlagen?                        | 12. Juni 2023     |
| 150                        | S03E48                   | Tatort Dusche - Haushaltshilfe soll von Nacktem bedrängt worden sein                               | 14. Juni 2023     |
| 151                        | S03E45                   | Angeblich Toter bricht in Haus von Kriminalkommissar ein                                           | 16. Juni 2023     |
| 153                        | S03E49                   | Wurde Jobcenter Mitarbeiterin angefahren, weil sie auf dem Behindertenparkplatz parkte?            | 21. Juni 2023     |

## Staffel 4 (2023–24)
Die vierte Staffel startete im Juni 2023 im Wechsel noch mit Episoden der dritten Staffel, nach der Sommerpause ab 4. September wird sie durchgehend gesendet.
| Ausstrahlungs- reihenfolge | Produktions- reihenfolge | Titel                                                                                             | Erstausstrahlung   |
| -------------------------- | ------------------------ | ------------------------------------------------------------------------------------------------- | ------------------ |
| 145                        | S04E07                   | Rache für Belästigung - Hat Volleyballerin Vereinspräsidenten angegriffen?                        | 6. Juni 2023       |
| 149                        | S04E04                   | Hat Studentin Falschgeld gedruckt und in Umlauf gebracht?                                         | 13. Juni 2023      |
| 152                        | S04E01                   | Hat Kinderkrankenschwester für 50.000 EUR neugeborenes Baby verkauft?                             | 19. Juni 2023      |
| 153                        | S04E13                   | Hat Ehemann den vermeintlichen Mörder seiner Frau eingesperrt?                                    | 20. Juni 2023      |
| 155                        | S04E05                   | Wurde romantischer Straßensänger zur Zielscheibe von Hass?                                        | 23. Juni 2023      |
| 156                        | S04E35                   | Schoss Lehrerin auf Schüler, weil der ihren geliebten Hund stahl?                                 | 4. September 2023  |
| 157                        | S04E29                   | Zu beschäftigt für den Straßenverkehr - Überfuhr Banker junge Frau?                               | 5. September 2023  |
| 158                        | S04E43                   | Späte Rache: Ist gescheiterter Ex-Schüler bei ehemaliger Lehrerin eingebrochen?                   | 6. September 2023  |
| 159                        | S04E10                   | Hat Student illegales Glücksspiel veranstaltet, um Vaterschaft zu finanzieren?                    | 7. September 2023  |
| 160                        | S04E03                   | Überforderter Räuber trifft auf wehrhafte Kassiererin                                             | 8. September 2023  |
| 161                        | S04E30                   | Postbote entdeckt Unglaubliches und wird dann niedergeschlagen                                    | 11. September 2023 |
| 162                        | S04E14                   | Klausuren geklaut! Sperrte dreister Schüler Hausmeister ein, um nicht aufzufliegen?               | 12. September 2023 |
| 163                        | S04E20                   | Wollte dauerbeanspruchte Ehefrau ihren paschahaften Mann aus dem Weg räumen?                      | 13. September 2023 |
| 164                        | S04E09                   | Spuk in Ferien-Pension: Warf wütende Vorbesitzerin Pflasterstein auf neuen Hauseigentümer?        | 14. September 2023 |
| 165                        | S04E02                   | Wollte genervte Ehefrau ihre aufdringliche Kopie aus dem Weg räumen?                              | 15. September 2023 |
| 166                        | S04E50                   | Geiziger Stiefvater von Rapper überfallen?                                                        | 18. September 2023 |
| 167                        | S04E12                   | Wollte Friseurin ihre Nebenbuhlerin nach Krimi-Vorlage töten?                                     | 19. September 2023 |
| 169                        | S04E27                   | Feuer auf Campingplatz! Wurde Häuschen des Platzwarts aus Liebeskummer angezündet?                | 21. September 2023 |
| 170                        | S04E06                   | Hat entlassener Mitarbeiter aus Rache eine Kreissäge manipuliert und fast seinen Chef umgebracht? | 22. September 2023 |
| 171                        | S04E17                   | Anabolika-Schmuggel per Drohne!                                                                   | 25. September 2023 |
| 172                        | S04E21                   | Arbeitsunfall knapp überlebt! Warum stellte Kollege seinem besten Freund eine Falle?              | 26. September 2023 |
| 173                        | S04E23                   | Diebstahl: Hat Kindsmutter sich an Ex-Vermieterin gerächt?                                        | 27. September 2023 |
| 174                        | S04E24                   | Zu Hause nicht mehr sicher. Wer stellte einer Alleinerziehenden nach?                             | 29. September 2023 |
| 175                        | S04E25                   | Wollte WG-Mitbewohnerin dreisten Lügner durch üble Nachrede loswerden?                            | 02. Oktober 2023   |
| 176                        | S04E26                   | Nur Unfall? Hotelmitarbeiterin beim Toilette reinigen fast gestorben                              | 04. Oktober 2023   |
| 177                        | S04E27                   | Wurde karrierefixierter Werbemanager mit Absicht unter Drogen gesetzt?                            | 05. Oktober 2023   |
| 178                        | S04E28                   | Hat Patientin ihre Phobie-Therapeutin niedergeschlagen?                                           | 06. Oktober 2023   |
| 179                        | S04E29                   | Hat Comic-Kriegerin Bauarbeiter mit Speer verletzt und die Treppe heruntergestoßen?               | 09. Oktober 2023   |
| 180                        | S04E30                   | Zockt Escortdame im Ruhestand mit ihrem treuen Chauffeur hemmungslos Kunden ab?                   | 10. Oktober 2023   |
| 181                        | S4E31                    | Alleinerziehende Mutter soll wegen Kindergartenplatz auf Nachbarin geschossen haben               | 11. Oktober 2023   |
| 182                        | S4E32                    | Hat Bruder versucht, seine verschollene Schwester umzubringen?                                    | 12. Oktober 2023   |
| 183                        | S4E33                    | Unterlassene Hilfeleistung! War Redakteur eine gute Story wichtiger als ein Menschenleben?        | 13. Oktober 2023   |
| 184                        | S4E34                    | Messerangriff - Handelte Täter aus Eifersucht auf neuen Freund?                                   | 16. Oktober 2023   |
| 185                        | S4E35                    | Ist Bauunternehmer in Hochhauswohnung eingebrochen und hat Mieter schwer verletzt?                | 17. Oktober 2023   |
| 186                        | S4E36                    | Verhinderter Wohltäter oder dreistes Schlitzohr - Zockte Rentner junges Pärchen ab?               | 18. Oktober 2023   |
| 187                        | S4E37                    | Bärenfalle im Wald: Teilnehmer von Männercoaching schwer verletzt!                                | 19. Oktober 2023   |
| 188                        | S4E38                    | Eifersucht! Randalierte Mann in der Schreinerei des neuen Freundes seiner Ex-Frau?                | 23. Oktober 2023   |
| 189                        | S4E39                    | Hat sich Einbrecher nur in der Tür geirrt, oder ist er ein gemeingefährlicher Serientäter?        | 24. Oktober 2023   |
| 190                        | S4E40                    | Mit Pfeil und Bogen! Wurde Hausbesetzer von eigener Schwester angeschossen?                       | 26. Oktober 2023   |
| 191                        | S4E41                    | Bombe im Blumengeschenk! Wer wollte sich an Tochter von Firmenchef rächen?                        | 27. Oktober 2023   |
| 192                        | S4E42                    | Single wird vergiftet, nachdem er sechs Frauen einen Heiratsantrag macht!                         | 30. Oktober 2023   |
| 193                        | S4E43                    | Schoss Parfümerie-Räuber auf Polizei, um Verhaftung zu entgehen?                                  | 31. Oktober 2023   |
| 194                        | S4E44                    | Setzte Elektrikerin Macho Arzt absichtlich unter Strom?                                           | 01. November 2023  |
| 195                        | S4E45                    | Hat Handelsvertreter seinen Konkurrenten abgedrängt?                                              | 02. November 2023  |
| 196                        | S4E46                    | Wurde unauffällige Ex-Frau zur eiskalten Killerin?                                                | 06. November 2023  |
| 197                        | S4E47                    | 70.000 Euro Fund - Führte Nachbarschaftsstreit zu Tragödie?                                       | 07. November 2023  |
| 198                        | S4E48                    | Hat Bruder Physik-Experiment von angehender Lehrerin manipuliert?                                 | 08. November 2023  |
| 199                        | S4E49                    | Hat Barbesitzerin arrogante Gäste mit Drogen-Champagner vergiftet, um sie loszuwerden?            | 10. November 2023  |
| 200                        | S4E50                    | Noch nie geflogen! Ist gutaussehender Pilot ein Betrüger?                                         | 13. November 2023  |
| 201                        | S4E51                    | Pausenbrot vergiftet! Wollte Mobbingopfer den Juniorchef mundtot machen?                          | 14. November 2023  |
| 202                        | S4E52                    | Demolierte Kundin das Auto ihres Friseurs, weil ihr die Frisur nicht gefiel?                      | 15. November 2023  |
| 203                        | S4E53                    | Messer-Attacke auf Professor: War es ein eifersüchtiger Student?                                  | 16. November 2023  |
| 204                        | S4E54                    | Hat erfolgloser Influencer ältere Freundin ausgeraubt?                                            | 20. November 2023  |
| 205                        | S4E55                    | Stalker wird selbst gestalkt! Drehte ehemaliges Opfer den Spieß um?                               | 22. November 2023  |
| 206                        | S4E56                    | Wollte rachsüchtiger Angestellter seine Chefin umbringen?                                         | 23. November 2023  |
| 207                        | S4E57                    | Hat Autodiebin eine Mitarbeiterin der KFZ-Zulassungsstelle niedergeschlagen?                      | 24. November 2023  |
| 208                        | S4E58                    | Hat Puppenspieler seine ehemalige WG abgefackelt?                                                 | 27. November 2023  |
| 209                        | S4E59                    | Alleinerziehende Müllwerkerin verwirrt Gericht - Beging sie kaltblütigen Tankstellenraub?         | 28. November 2023  |
| 210                        | S4E60                    | Geiselnahme gibt Rätsel auf                                                                       | 29. November 2023  |
| 211                        | S4E61                    | Grill im Wohnzimmer - Anwohner knapp dem Tod entkommen!                                           | 30. November 2023  |
| 212                        | S4E62                    | Brand im Camper - Wurde ausgerechnet erniedrigter Sanitäter zum Feuerteufel?                      | 04. Dezember 2023  |
| 213                        | S4E63                    | Pflanzen vergiftet! Verursachte ordnungsliebende Nachbarin Notarzteinsetz?                        | 05. Dezember 2023  |
| 214                        | S4E64                    | Mord an Hehlerin - Wechselte Undercover-Polizistin die Seiten?                                    | 06. Dezember 2023  |
| 215                        | S4E65                    | Wollte sich verlassener Verlobter an schusseliger Treuetesterin rächen?                           | 07. Dezember 2023  |
| 216                        | S4E66                    | Wurde Altenpflegerin bei rätselhaftem Safe-Diebstahl verletzt?                                    | 08. Dezember 2023  |
| 217                        | S4E67                    | Hat Mobbingopfer seine Kollegin mit Säure verätzt?                                                | 11. Dezember 2023  |
| 218                        | S4E68                    | Tatort Streichelzoo - Tierarzt mit Giftpfeil betäubt                                              | 12. Dezember 2023  |
| 219                        | S4E69                    | Rechtsanwältin Kortak auf Krimidinner niedergeschlagen                                            | 13. Dezember 2023  |
| 220                        | S4E70                    | Attacke bei Männerversteigerung - War es Eifersucht unter Feuerwehrmännern?                       | 14. Dezember 2023  |
| 221                        | S4E71                    | Dinoangriff auf Kindergeburtstag - Machte T-Rex lange Finger?                                     | 18. Dezember 2023  |
| 222                        | S4E72                    | Karambolage auf Straßenfest - Drehte Bürgermeistergattin in spe hinterm Steuer durch?             | 19. Dezember 2023  |
| 223                        | S4E73                    | Angriff auf Cateringservice - war es die Ex-Mitarbeiterin?                                        | 20. Dezember 2023  |
| 224                        | S4E74                    | Verursachte junger Mann einen Autounfall und ließ seine verletzte Schwester zurück?               | 21. Dezember 2023  |
| 225                        | S4E75                    | Attackierte Frau Pflegeheimleiter, weil dieser ihre Mutter rauswerfen wollte?                     | 22. Dezember 2023  |
| 226                        | S4E76                    | Einbruch in der Nacht - Rentnerin aus Habgier schwer verletzt?                                    | 08. Januar 2024    |
| 227                        | S4E77                    | Begehrter Masseur halbnackt im Schaufenster von Massagesalon gefesselt?                           | 09. Januar 2024    |
| 228                        | S4E78                    | Sperrte Ingenieur seinen nervigen Bruder in einer Grube ein?                                      | 15. Januar 2024    |
| 229                        | S4E79                    | Gift in Gesichtscreme: Wollte Mutter den Freund ihrer Tochter entstellen?                         | 16. Januar 2024    |
| 230                        | S4E80                    | Hat Mann aus Habgier eigenen Bruder ausgeraubt und verletzt?                                      | 17. Januar 2024    |
| 231                        | S4E81                    | Klassentreffen sorgt in Hotel für Ärger                                                           | 22. Januar 2024    |
| 232                        | S4E82                    | Drohnenangriff - Hat verliebter Nesthocker schweren Unfall verursacht?                            | 23. Januar 2024    |
| 233                        | S4E83                    | Wollte wohlhabende Rollstuhlfahrerin eiskalt einen Mord begehen?                                  | 24. Januar 2024    |
| 234                        | S4E84                    | Familienvater stellt vermeintlichen Einbrecher - War es der Liebhaber seiner Frau?                | 25. Januar 2024    |
| 235                        | S4E85                    | Verkehrsunfallflucht: Junge Familie schwerverletzt!                                               | 26. Januar 2024    |
| 236                        | S4E86                    | Brachte unglückliche Stewardess ihren eifersüchtigen Ehemann um?                                  | 29. Januar 2024    |
| 237                        | S4E87                    | Wurde Angestellte mittels Hypnose zur Diebin?                                                     | 30. Januar 2024    |
| 238                        | S4E88                    | Stellte Cowboy Westernshowbesitzer an den Pranger?                                                | 31. Januar 2024    |
| 239                        | S4E89                    | Hat angehender Elektroinstallateur dubiosen Kreditgeber niedergeschlagen?                         | 01. Februar 2024   |
| 240                        | S4E90                    | Schoss Schützenvereinspräsident auf seinen baldigen Schwiegersohn?                                | 02. Februar 2024   |
| 241                        | S4E91                    | Hat Mobbingopfer ehemalige Mitschülerin mit Armbrust angeschossen?                                | 05. Februar 2024   |
| 242                        | S4E92                    | Wurde beliebter Friseur aus Rache von Obdachloser angeschossen?                                   | 06. Februar 2024   |
| 243                        | S4E93                    | Wurde Möchtegern-Influencerin nur wegen Selfie-Stick Opfer eines lebensgefährlichen Anschlags?    | 07. Februar 2024   |
| 244                        | S4E94                    | Drehte Ex-Stalkerin endgültig durch?                                                              | 08. Februar 2024   |
| 245                        | S4E95                    | Explosives Hochzeitsgeschenk bringt Bräutigam fast um                                             | 09. Februar 2024   |
| 246                        | S4E96                    | Hat Wachdienstmitarbeiterin aus verschmähter Liebe Polizisten in Hinterhalt gelockt?              | 12. Februar 2024   |
| 247                        | S4E97                    | Entführte Bodybuilder reichen Fitnessstudio Kunden?                                               | 13. Februar 2024   |
| 248                        | S4E98                    | Hat verzweifelte Mutter habgierigen Umzugsunternehmer niedergeschlagen?                           | 15. Februar 2024   |
| 249                        | S4E99                    | Bagger im Wohnzimmer - Wollte sich Rentner für Abfuhr rächen?                                     | 16. Februar 2024   |
| 250                        | S4E100                   | Hat Au-pair Gastfamilie ausgeraubt?                                                               | 19. Februar 2024   |
| 251                        | S4E101                   | Hat Hausfrau heißen Bodybuilder in Hinterhalt gelockt?                                            | 20. Februar 2024   |
| 252                        | S4E102                   | Wollte Mutter Freundin ihres Sohnes töten?                                                        | 21. Februar 2024   |
| 255                        | S4E105                   | Hat biedere Bankkundin Filiale überfallen und mit Jagdgewehr um sich geschossen?                  | 27. Februar 2024   |
| 256                        | S4E106                   | Eifersuchtsdrama im Internat! Wer wollte beliebte Lehrerin anzünden?                              | 28. Februar 2024   |
| 257                        | S4E107                   | Hat Medizinstudentin Arzt umgebracht, weil sie ein Verhältnis mit ihm hatte?                      | 04. März 2024      |
| 261                        | S4E111                   | Hobby-Gärtnerin stirbt nach Stromschlag beim Rasenmähen                                           | 08. März 2024      |
| 263                        | S4E114                   | Wollte Arzt Nebenbuhler zu Tode spritzen?                                                         | 13. März 2024      |

## Staffel 5 (2024)
| Ausstrahlungs- reihenfolge | Produktions- reihenfolge | Titel                                                                                           | Erstausstrahlung |
| -------------------------- | ------------------------ | ----------------------------------------------------------------------------------------------- | ---------------- |
| 253                        | 252                      | Erfolgreiche Paar-Psychologin wird von unheimlicher Person aufgegriffen                         | 23. Februar 2024 |
| 254                        | 283                      | Hat geldgieriger Frauenschwarm seine verheiratete Affäre bestohlen?                             | 26. Februar 2024 |
| 258                        | 253                      | Hat Ordnungsamt-Mitarbeiter Falschparker niedergeschlagen?                                      | 05. März 2024    |
| 259                        | 261                      | Häschenmaske auf und mit Plüschhandschellen gefesselt! Wer wollte Unternehmer demütigen?        | 06. März 2024    |
| 260                        | 260                      | Angst vor Wölfen? Alleinstehende Dorfbewohnerin brutal angegriffen                              | 07. März 2024    |
| 262                        | 262                      | Bräutigam betäubt im Wald ausgesetzt! Wollte Trauzeuge wider Willen die Hochzeit verhindern?    | 11. März 2024    |
| 264                        | 265                      | Gehaltsliste sprengt Betriebsfrieden - Wollte IT-Spezialist aus Rache töten?                    | 12. März 2024    |
| 265                        | 266                      | Rache einer Schattenfrau? Wer entführte die Tochter des untreuen Familienvaters?                | 14. März 2024    |
| 266                        | 257                      | Wollte sich Versicherungsangestellter durch Sex mit Vorgesetzter eine Beförderung erschleichen? | 15. März 2024    |
| 267                        | 259                      | Messerattacke – Griff falscher Paketbote Friseurin in Treppenhaus an?                           | 18. März 2024    |
| 268                        | 256                      | Nackt im Garten! Hat sich wütender Nachbar an FKK-Anhänger gerächt?                             | 20. März 2024    |
| 269                        | 264                      | Streit ums Erbe – Kriminelle Methoden unter Geschwistern?                                       | 21. März 2024    |
| 270                        | 263                      | Dubiose Geschäfte – Schüsse auf verhassten Entrümpler                                           | 22. März 2024    |
| 271                        | 267                      | Zerstörte frustrierter Ex-Wohnmobilbesitzer Lebenstraum von zwei Rentnerfreundinnen?            | 8. April 2024    |
| 272                        | 273                      | Hat Mitarbeiter den eigenen Arbeitsplatz überfallen?                                            | 9. April 2024    |
| 273                        |                          | Steckenpferde in Flammen – Drehte junge Frau auf Bewährung im Reitstall durch?                  | 10. April 2024   |
| 274                        |                          | Attraktiver Handwerker in umgekipptem mobilen WC eingesperrt!                                   | 11. April 2024   |
| 275                        |                          | Besorgte Mutter kracht mit elektrischem Rad in Auto! Half ein verfeindeter Nachbar nach?        | 12. April 2024   |
| 276                        |                          | Horrornachbar – Hat Arzthelferin sich gerächt, weil er ihr Auto abschleppen ließ?               | 15. April 2024   |
| 277                        |                          | Hat junge Frau in Geldnot ihren frisch verlassenen Ehemann ausgeraubt?                          | 16. April 2024   |
| 278                        |                          | Raubte Erotiktänzerin Bräutigam auf Junggesellenabschied aus?                                   | 17. April 2024   |
| 279                        |                          | Hat Ärztin durch ein falsches Attest alleinerziehende Mutter in den Ruin gestürzt?              | 19. April 2024   |
| 280                        |                          |                                                                                                 |                  |
| 281                        |                          |                                                                                                 |                  |
| 282                        |                          |                                                                                                 |                  |
| 283                        |                          |                                                                                                 |                  |
| 284                        |                          |                                                                                                 |                  |
| 285                        |                          |                                                                                                 |                  |
| 286                        |                          |                                                                                                 |                  |
| 287                        |                          |                                                                                                 |                  |
| 288                        |                          |                                                                                                 |                  |
| 289                        |                          |                                                                                                 |                  |
| 290                        |                          |                                                                                                 |                  |
| 291                        |                          |                                                                                                 |                  |
| 292                        |                          |                                                                                                 |                  |
| 293                        |                          |                                                                                                 |                  |
| 294                        |                          |                                                                                                 |                  |
| 295                        |                          |                                                                                                 |                  |
| 296                        |                          |                                                                                                 |                  |
| 297                        |                          |                                                                                                 |                  |
| 298                        |                          |                                                                                                 |                  |
| 299                        |                          |                                                                                                 |                  |
| 300                        |                          |                                                                                                 |                  |
| 301                        |                          |                                                                                                 |                  |
| 302                        |                          |                                                                                                 |                  |
| 303                        |                          |                                                                                                 |                  |
| 304                        |                          |                                                                                                 |                  |
| 305                        |                          |                                                                                                 |                  |
| 306                        |                          |                                                                                                 |                  |
| 307                        |                          |                                                                                                 |                  |
| 308                        |                          |                                                                                                 |                  |
| 309                        |                          |                                                                                                 |                  |
| 310                        |                          | Liebhaber unter Verdacht – Wurde er aus Enttäuschung zum Mörder?                                | 9. Sep. 2024     |
| 311                        |                          | Hat verführerische Schlosscafé-Bedienung einsamen Landadligen schwer verletzt?                  | 10. Sep. 2024    |
| 312                        |                          | Ausgespäht per Katzenfutterautomat – Stellte Nachbar pikante Videos ins Netz?                   | 11. Sep. 2024    |
| 313                        |                          | Hat Ehefrau versucht, ihren wehrlosen Mann in der Badewanne umzubringen?                        | 13. Sep. 2024    |
| 314                        |                          | Witze über Tochter! Griff Vater Stand-Up-Comedian an?                                           | 16. Sep. 2024    |
| 315                        |                          |                                                                                                 |                  |
| 316                        |                          |                                                                                                 |                  |
| 317                        |                          |                                                                                                 |                  |
| 318                        |                          |                                                                                                 |                  |
| 319                        |                          |                                                                                                 |                  |
| 320                        |                          |                                                                                                 |                  |
| 321                        |                          |                                                                                                 |                  |
| 322                        |                          |                                                                                                 |                  |
| 323                        |                          |                                                                                                 |                  |
| 324                        |                          |                                                                                                 |                  |
| 325                        |                          |                                                                                                 |                  |
| 326                        |                          |                                                                                                 |                  |
| 327                        |                          |                                                                                                 |                  |
| 328                        |                          |                                                                                                 |                  |
| 329                        |                          |                                                                                                 |                  |
| 330                        |                          |                                                                                                 |                  |
| 331                        |                          |                                                                                                 |                  |

## Staffel 6 (2025)
Die 400. Folge wurde am 14. Mai 2025 ausgestrahlt.